# Сабля атамана Платова

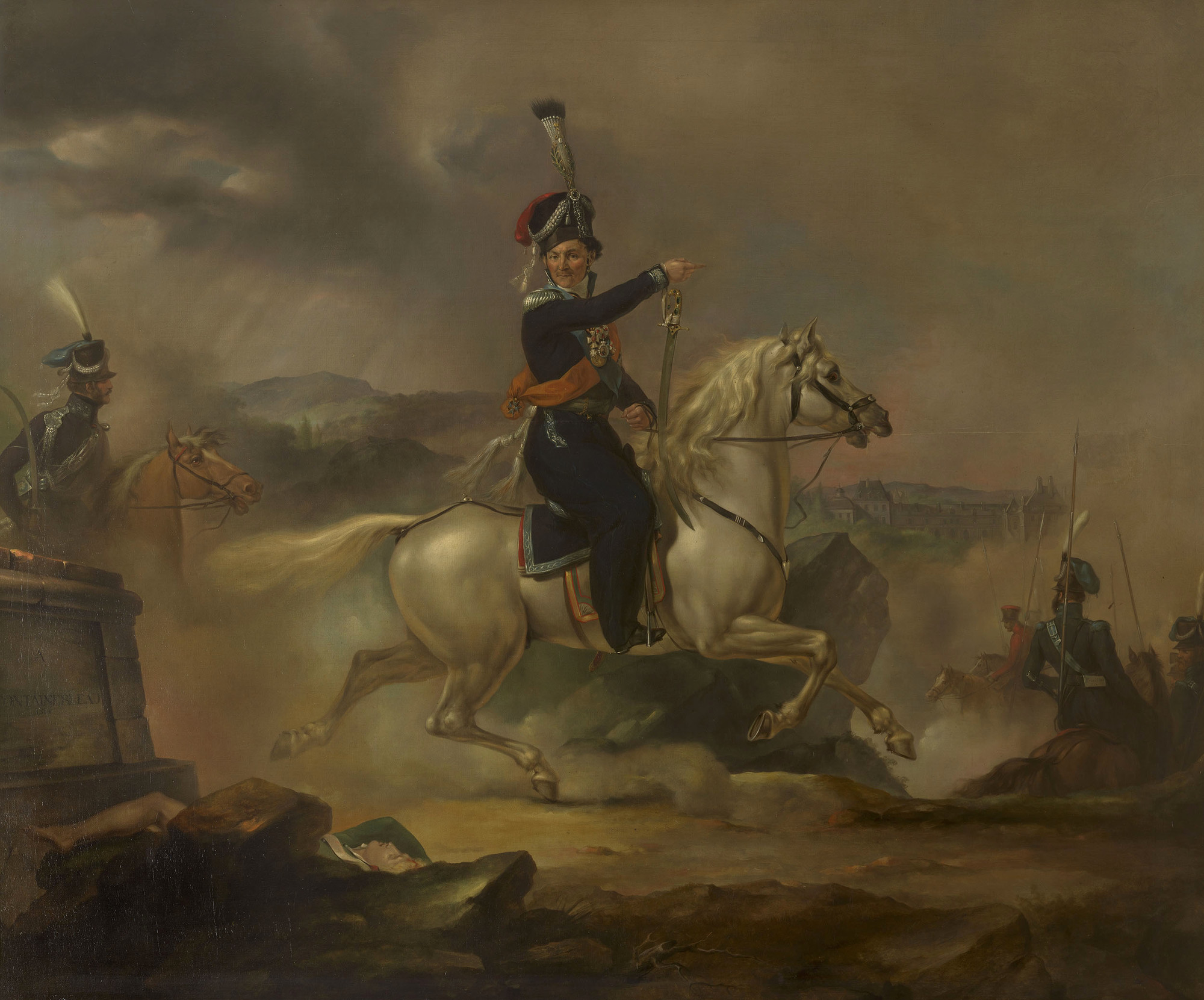
Матвей Платов с наградной "изумрудной" саблей 1796 года на картине Строли

Сабля атамана Платова — наградное клинковое холодное оружие, принадлежавшее атаману донских казаков Матвею Платову. Награда была вручена императрицей Екатериной II за Персидский поход 1796 года. В настоящее время сабля находится в экспозиции Новочеркасского музея истории Донского казачества. 

## История сабли
После смерти Платова наградное оружие было сдано в Капитул императорских орденов, а в 1909 году Николай II распорядился передать саблю донскому казачьему войску.

## Описание
Общая длина оружия составляет 93,5 см. Клинок сабли длиной 79,5 см изготовлен из булата, эфес же отлит из чистого золота и украшен 130 крупными изумрудами и алмазами. На спинке эфеса накладная надпись из золота «За храбрость». Ножны сделаны из дерева, обтянуты бархатом, все металлические части ножен из золота и украшены орнаментом из 306 бриллиантов, рубинов и камешков горного хрусталя.

## Лондонская сабля Платова
Также в 1814 году для Платова была изготовлена наградная английская (лондонская) сабля с его вензелем и британским гербом (Герб Сити). Рукоять имеет вид серебряной головы орла в короне. Ножны серебряные позолоченные с растительным орнаментом и изображениями грифонов. 
Общая длина лондонской сабли — 88 см; длина клинка — 74 см, ширина — 3,4 см. На сабле присутствует дарственная надпись: «Атаману Платову в знак уважения к глубоким познаниям его, блистательным дарованиям, высокому духу, непоколебимому мужеству».

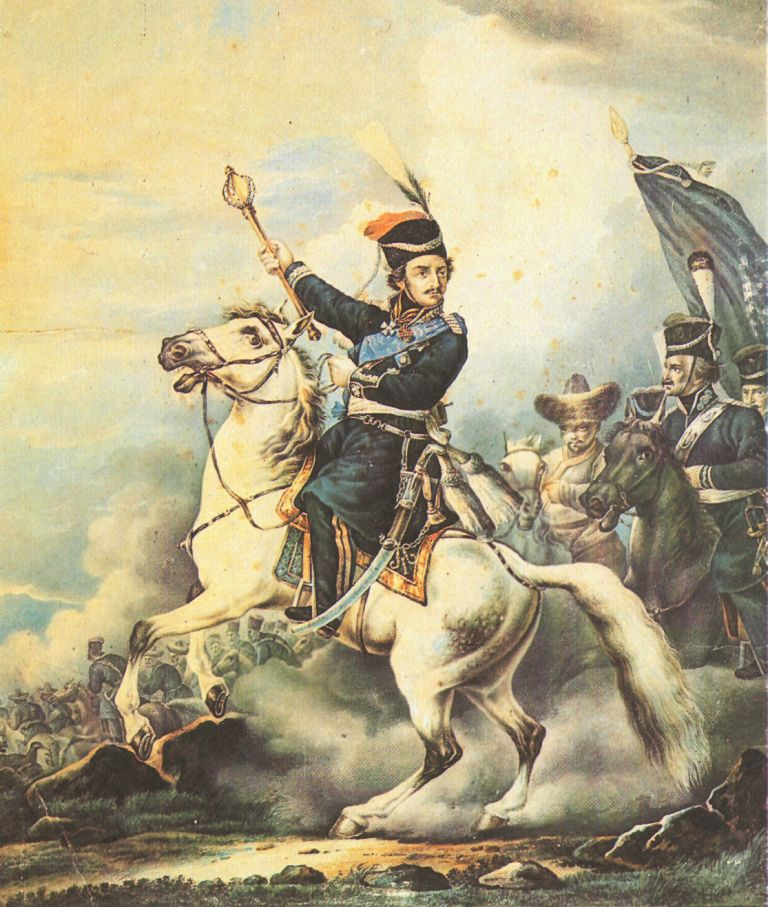
Матвей Платов с походной отцовской шашкой 1763 года на поясе (картина Орловского)

Награду в 1815 году преподнес Платову герцог Веллингтон, который специально для этого прибыл в Париж, где находилась русская армия. После смерти атамана Платова эта сабля некоторое время находилась у его потомков по линии дочери Марии. В 1866 году внук Платова корнет Николай Тимофеевич Греков (внук Платова, сын Тимофея Грекова) передал саблю в атаманский дворец в Новочеркасске. После создания в 1899 году в Новочеркасске Донского музея сабля перешла в его экспозицию. В декабре 1919 года атаман А.П. Богаевский вывез в Турцию эту саблю Платова, оттуда она попала в Чехословакию. После освобождения Праги советскими войсками в мае 1945 года сотрудники Национального музея передали советским офицерам часть экспонатов, вывезенных из Донского музея в 1919 году..

## Отцовская сабля Платова
Помимо двух предшествующих в распоряжении атамана Платова была "отцовская" шашка 1763 года, с которой он участвовал в войне 1812 года. Эта шашка имела длину 90 см. (клинок диной 77 см и шириной 3 см). В украшении сабли был вензель Екатерины II (ЕII) и изображения двуглавых орлов. Драгоценные камни в украшении этого оружия не использовались.